# Delbrück
Delbrück ist eine mittlere kreisangehörige Stadt des Kreises Paderborn in Nordrhein-Westfalen. Sie ist Namensgeber des Delbrücker Landes.

## Geografie

### Geografische Lage
Die Stadt Delbrück liegt im Nordosten Nordrhein-Westfalens und im Westen des ostwestfälischen Kreises Paderborn. Mit über 32.000 Einwohnern ist sie die zweitgrößte Stadt im Kreis. Weiterhin liegt sie im Osten der Westfälischen Bucht in der Emssandebene.
Wichtigster Fluss ist die Lippe, die die drei südlichen Stadtteile Anreppen, Bentfeld und Boke durchfließt. Die Ems durchfließt das nördliche Stadtgebiet. Weiterhin verläuft die Grenze zwischen den Einzugsgebieten des Rheins und der Ems durch das Stadtgebiet (Rhein-Ems-Wasserscheide). Der höchste Punkt ist mit 114 m ü. NHN (an der Lipplinger Straße in Delbrück-Mitte), der niedrigste mit 77 m ü. NHN (am Köttmers Kamp im Ortsteil Westenholz).
Die nächstgelegenen größeren Städte sind Paderborn (15 Kilometer östlich), Lippstadt (20 Kilometer südwestlich), Gütersloh (27 Kilometer nordwestlich) und Bielefeld (35 Kilometer nördlich).

### Geologie

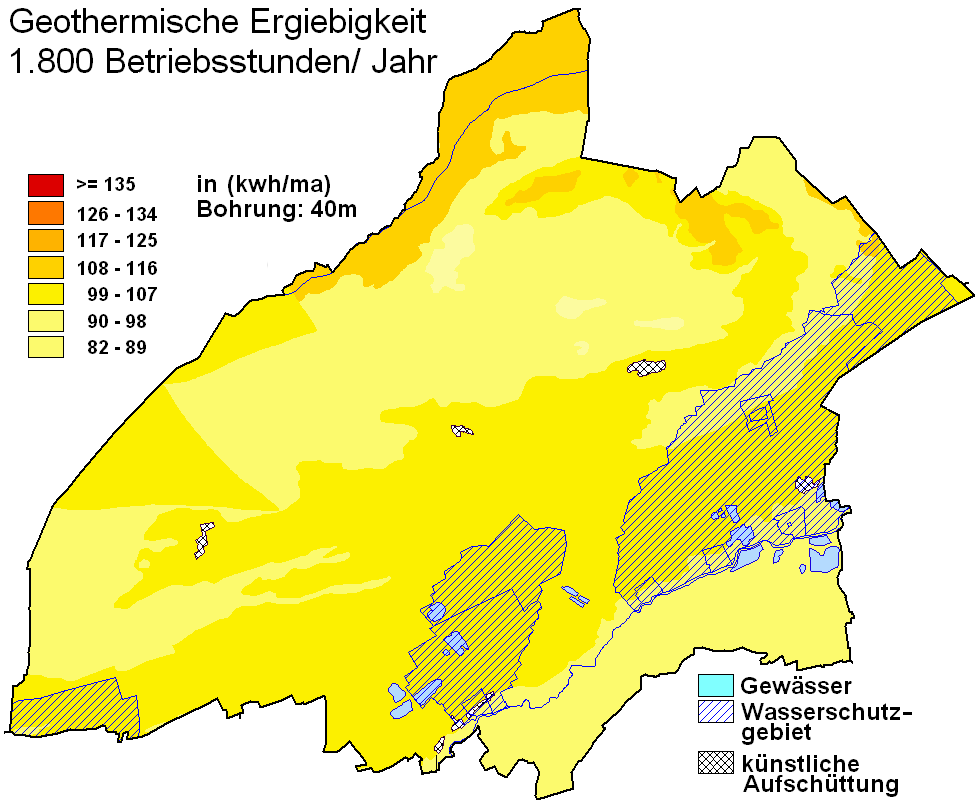
Geothermische Karte von Delbrück

Der sogenannte „Delbrücker Rücken“ setzt sich aus Schmelzwasser-Ablagerungen und Geschiebemergel der Saale-Kaltzeit zusammen. In tieferen Geländeabschnitten gehen diese teilweise in Fluss- und Seeablagerungen der ausgehenden Holstein-Warmzeit über. Die breiten Niederungen von Lippe und Ems bestehen im Untergrund aus Sedimenten von Kies, Sand und Schluff, an der Oberfläche selbst finden sich häufig Uferwälle, Flugsande und Dünen der ausgehenden Weichseleiszeit und der Nacheiszeit. Der Festgesteinsuntergrund unterhalb dieser Schichten setzt sich aus Tonmergel-Gestein (sogenannter „Emscher-Mergel“), Kalkmergel-, Mergelkalk- und Kalksteinen des Erdmittelalters (Oberkreide), darunter liegt ein Sockel aus gefalteten Gesteinen des Erdaltertums (Devon und Karbon).
Grundwasser kommt in den Lockergesteinen des Eiszeitalters im Delbrücker Höhenzug mäßig vor. Lediglich in den eiszeitlichen Lockergesteinen des Lippetals sind größere Grundwassermengen vorhanden, wobei diese durch eine geringdurchlässige Zwischenschicht zum Teil in zwei Stockwerke unterteilt sind. Weitere darunterliegende Grundwasserstockwerke führen versalztes Grundwasser und Sole.
Früher wurde im Delbrücker Stadtgebiet in zahlreichen Gruben Geschiebemergel zur Ziegelherstellung abgebaut, diese Nutzung erfolgt jedoch nicht mehr, genauso wenig wie der Abbau von Schmelzwassersanden als Putz- und Mauersand. Jedoch wird entlang der Lippe zwischen den Stadtteilen Sande (Paderborn) und Mantinghausen (Salzkotten) weiterhin Sand, Kies und Schotter als Baustoff gewonnen.
Auf dem Delbrücker Rücken haben sich Stauwasserböden (Pseudogleye) gebildet, die nur eingeschränkt landwirtschaftlich nutzbar sind. Zwischen den Pseudogleyen und grundwasserbeeinflussten Böden in Niederungen liegen lehmig-sandige Braunerden. Im Osten des Delbrücker Rückens herrschen auf Flugsanden gebildete tiefgründige, stark versauerte reine Sandböden (Podsole) vor. Sie sind durch Plaggenauftrag landwirtschaftlich nutzbar gemacht worden und besitzen einen tiefreichenden humosen Oberboden (Plaggenesch). In Niederungen finden sich lehmig-sandige bis schluffig-lehmige Auenablagerungen aus der Nacheiszeit. Wegen des hohen Grundwasserstands haben sich hier Gleye, Naßgleye oder Anmoorgleye gebildet. Dort, wo der Untergrund verdichtet und abflusslos ist, treten Niedermoore auf. Bei durchschnittlichen Grundwasserständen zwischen 60 und 100 cm unter der Oberfläche haben sich im Oberboden Podsol-Gleye mit Raseneisenstein oder Ortstein gebildet.
Delbrück eignet sich überwiegend mittelmäßig bis gut zur Nutzung von geothermischen Wärmequellen mittels Erdwärmesonde und Wärmegewinnung durch Wärmepumpenheizungen (vgl. dazu die nebenstehende Karte).

### Ausdehnung und Nutzung des Stadtgebiets
Die Stadt Delbrück wird als Mittelstadt klassifiziert und umfasst eine Fläche von 157,28 km². Den größten Anteil nimmt mit etwa 83 % die landwirtschaftlich genutzte Fläche ein. Weitere rund 17 % sind Gebäude- und Freiflächen sowie Verkehrsflächen. Die größte Ausdehnung in Nordsüdrichtung ist ca. 15,5 km, in Ostwestrichtung ca. 20,8 km.
| Fläche nach Nutzungsart | Landwirt- schaftsfläche | Wald- fläche | Gebäude-, Frei- und Betriebsfläche | Verkehrs- fläche | Wasser- fläche | Sport- und Grünfläche | sonstige Nutzung |
| ----------------------- | ----------------------- | ------------ | ---------------------------------- | ---------------- | -------------- | --------------------- | ---------------- |
| Fläche in km²           | 117,29                  | 8,3          | 13,22                              | 9,3              | 5,86           | 2,91                  | 0,38             |
| Anteil an Gesamtfläche  | 74,58 %                 | 5,28 %       | 8,41 %                             | 5,91 %           | 3,73 %         | 1,85 %                | 0,24 %           |

### Nachbargemeinden
Im Westen beginnend grenzen an Delbrück im Uhrzeigersinn die Städte Rietberg und Verl (beide Kreis Gütersloh), die Gemeinde Hövelhof sowie die Städte Paderborn und Salzkotten (Kreis Paderborn) und die Stadt Lippstadt (Kreis Soest, Regierungsbezirk Arnsberg).

### Stadtgliederung
Nach § 3 der Hauptsatzung der Stadt Delbrück gliedert sich die Stadt in die zehn Stadtteile:
| Ortsteil                           | Einwohner (30. Juni 2018) | Fläche (in km²) | Bevölkerungs- dichte (in E./km²) | Stadtteile von Delbrück |
| ---------------------------------- | ------------------------- | --------------- | -------------------------------- | ----------------------- |
| Anreppen (mit Lesterberg)          | 01.481                    | 09,89           | 149,7                            | Stadtteile von Delbrück |
| Bentfeld (mit Heddinghausen)       | 01.337                    | 08,09           | 165,3                            | Stadtteile von Delbrück |
| Boke (mit Ringboke und Heitwinkel) | 02.656                    | 16,12           | 164,8                            | Stadtteile von Delbrück |
| Delbrück                           | 12.247                    | 20,40           | 600,3                            | Stadtteile von Delbrück |
| Hagen (mit Nordhagen und Sudhagen) | 02.478                    | 18,56           | 133,5                            | Stadtteile von Delbrück |
| Lippling                           | 02.162                    | 15,48           | 139,7                            | Stadtteile von Delbrück |
| Ostenland (mit Wittendorf)         | 02.982                    | 21,80           | 136,8                            | Stadtteile von Delbrück |
| Schöning                           | 01.513                    | 07,08           | 213,7                            | Stadtteile von Delbrück |
| Steinhorst                         | 00.846                    | 08,15           | 103,8                            | Stadtteile von Delbrück |
| Westenholz                         | 04.013                    | 31,75           | 126,4                            | Stadtteile von Delbrück |
| Insgesamt                          | 31.715                    | 157,320         | 201,6                            | Stadtteile von Delbrück |

Lippling, Schöning und Steinhorst, die drei Ortsteile, aus denen sich die vormalige Gemeinde Westerloh zusammensetzte, gelten also als gleichberechtigte Stadtteile neben den anderen.

### Klima
Delbrück liegt im Klimabezirk Münster und gehört damit zum Norddeutschen Flachland. Es herrscht maritimes Klima mit westlichen Winden. Die mittlere Temperatur beträgt im Juli 18–19 °C. Etwa 25 Sommertage weisen eine Temperatur von über 25 °C auf. Weniger als 140 Tage sind trüb. Es fallen im Durchschnitt 725 Millimeter Niederschlag im Jahr. In Delbrück gibt es mäßig warme Sommer und milde Winter.

## Geschichte

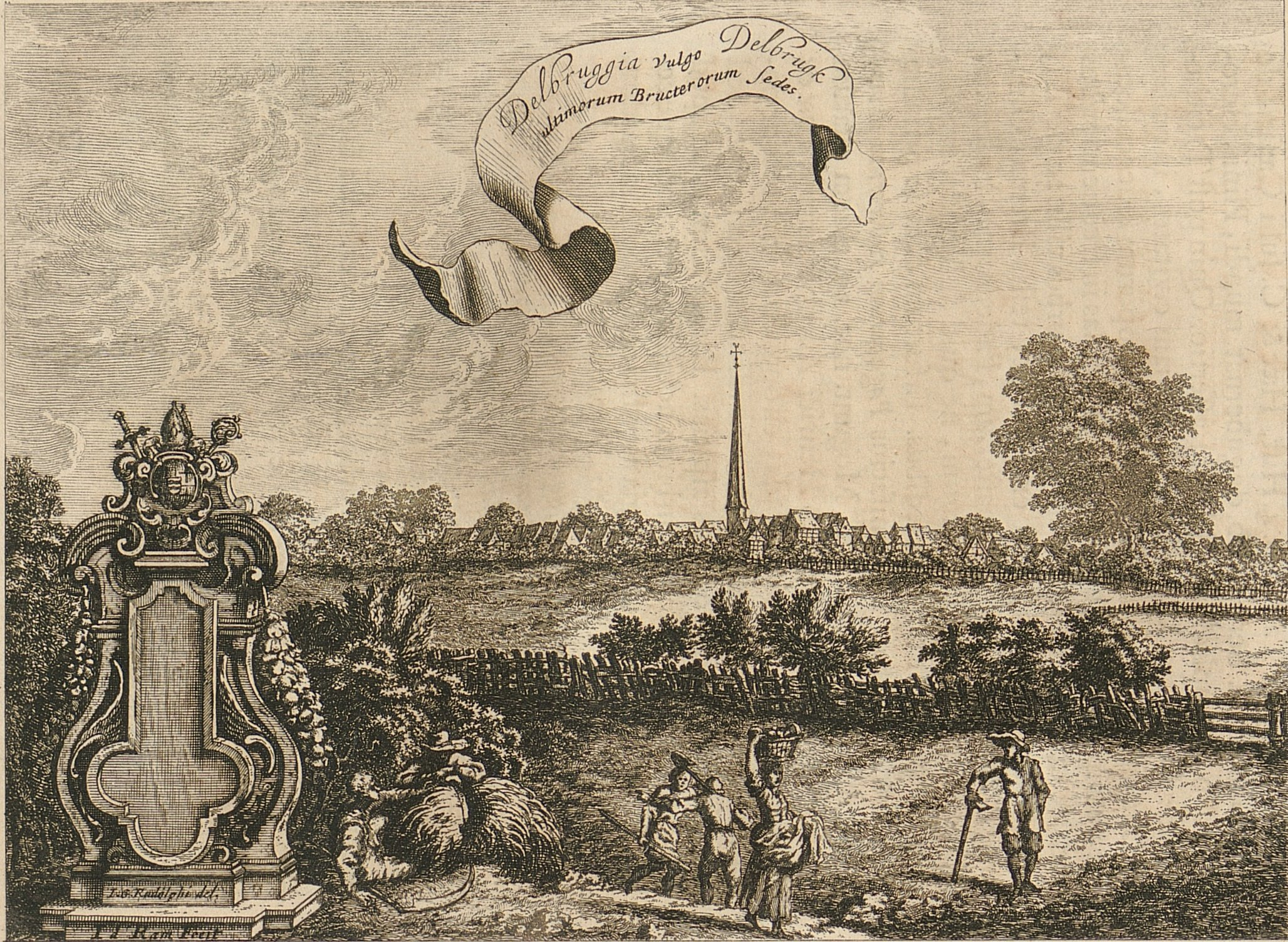
Ansicht von Delbrück im 17. Jahrhundert (Johann Georg Rudolphi)

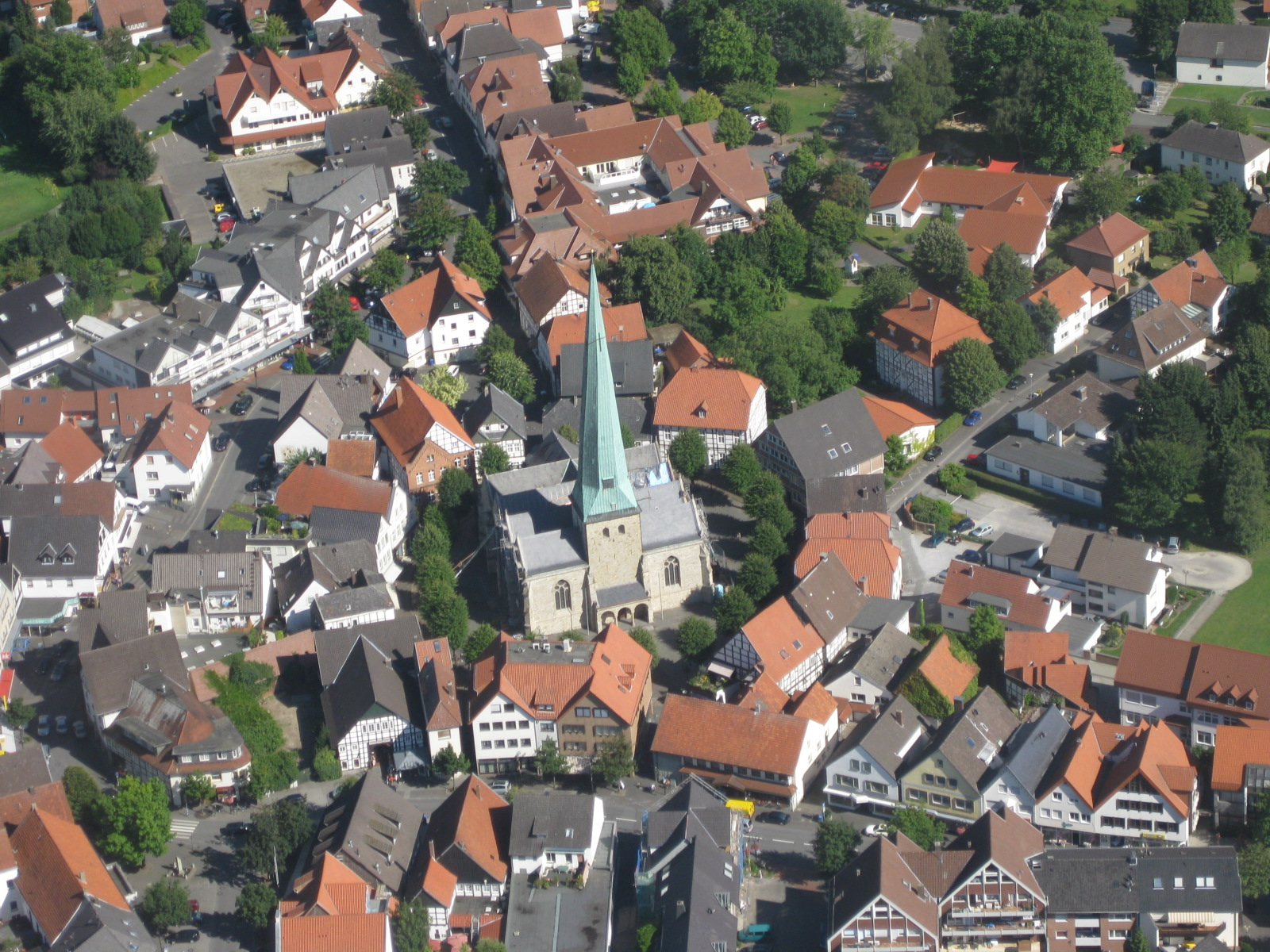
Der Stadtkern von Delbrück (2008)

Eine der ältesten Urkunden über Delbrück entstand zwischen 1219 und 1239. Ausgrabungen im Ortsteil Anreppen zeigten jedoch, dass dort bereits in den Jahren 4–5/6 n. Chr. ein im Rahmen des immensum bellum genutztes Legionslager der Römer bestand (siehe Hauptartikel: Römerlager Anreppen).
Zur Zeit der Überführung der Gebeine des Heiligen Liborius nach Paderborn sollen auch die Gebeine des Heiligen Landolinus von Frankreich in die Kirche im Ortsteil Boke übergeführt worden sein. Landolinus ist Patron der dortigen Pfarrkirche.
1292 bezeugt eine Urkunde eine Kirche sowie einen Kaplan in Delbrück. Auch von einem Gograf ist in dieser Urkunde die Rede.
Im Jahre 1354 entstand die Burg in Boke. Bauherr war Bernd von Hörde.
Wegen eines Streites zwischen Wilhelm vom Berg, Fürstbischof von Paderborn, dem Erzbischof Friedrich von Köln und dem Grafen von Kleve wurde Delbrück 1410 eingeäschert.
1496 überließ der Ritter Philipp von Hoerde der Stadt Delbrück Reliquien vom Heiligen Kreuz. Von da an wurde die Reliquie an jedem Karfreitag während einer Prozession durch die Gemeinde getragen.
1590 konnte das neue Delbrücker Rathaus vom Fürstbischof Dietrich von Fürstenberg und dem Abdinghofer Abt eingeweiht werden. Im selben Jahr wurde das Delbrücker Land von niederländischen Truppen geplündert.
1604 plünderten spanische Söldner das Delbrücker Land und ermordeten einen großen Teil der Bevölkerung. Sechs Jahre später wurde Delbrück das Recht zugesprochen, zweimal jährlich einen Markt abzuhalten, den einen am Donnerstag vor Pfingsten, den zweiten auf Katharina (25. November).
Im Hochstift Paderborn war Delbrück Sitz des sogenannten Küchenamts Delbrück.
Delbrück wurde 1802 am Ende der Herrschaft des Fürstbischofs von Paderborn erstmals preußisch. 1807 wurde das Delbrücker Land unter der Herrschaft von Jérôme Bonaparte als Bestandteil des Königreichs Westphalen in sechs Kommunen aufgeteilt, die den Kanton Delbrück im Distrikt Paderborn bildeten. Nach den Befreiungskriegen wurde Delbrück wieder preußisch und kam 1816 zum neuen Kreis Paderborn. Langsam erfolgten Ausbauten von Straßen, Eisenbahnlinien (z. B. Verbindung Wiedenbrück-Sennelager) und der Anschluss an das Elektrizitätswerk bis 1912.
Am 26. September 1975 stürzte eine Sikorsky CH-53 der US-Streitkräfte zwischen Delbrück und Westenholz ab. 16 Soldaten starben.

### Religion

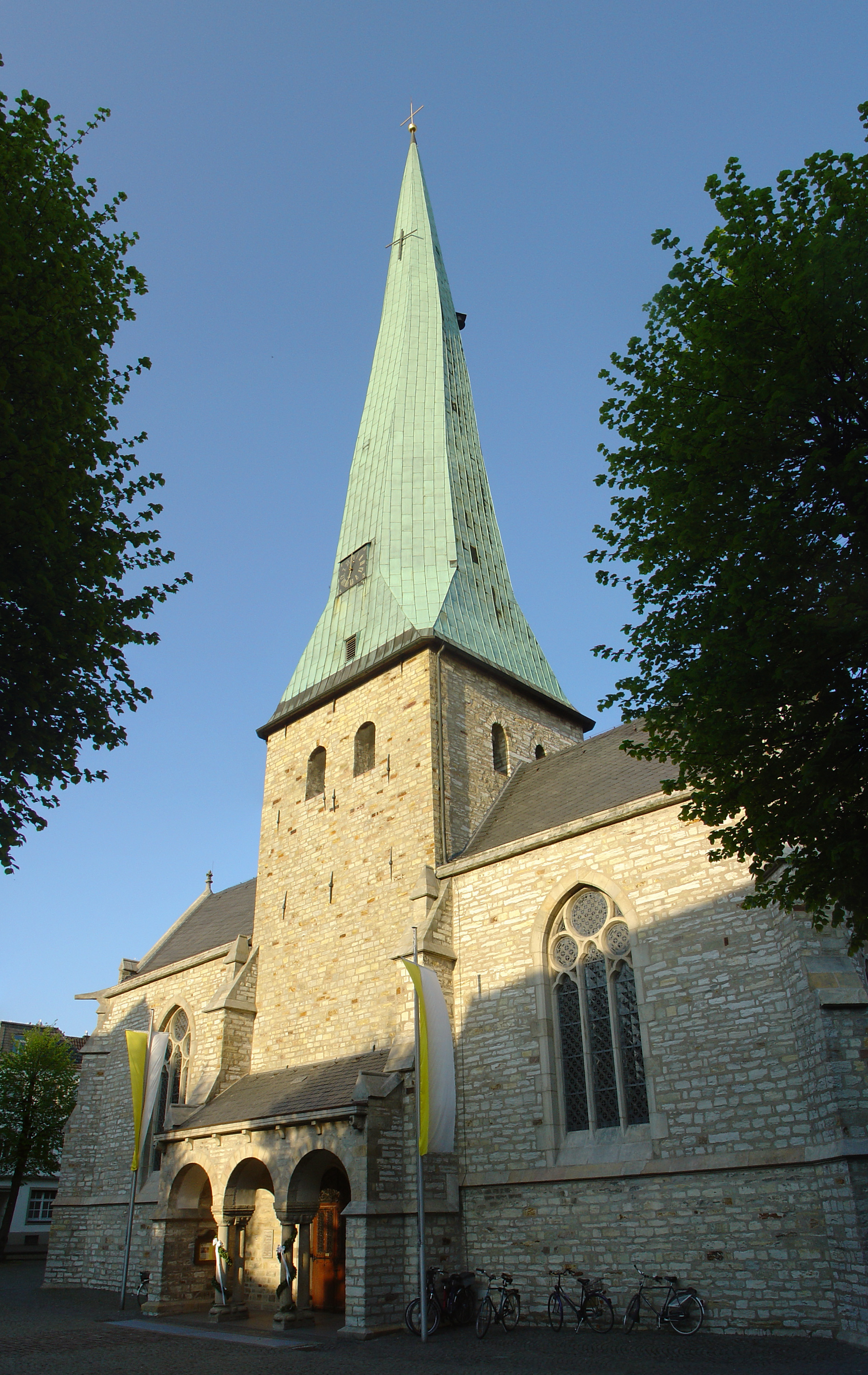
St. Johannes in Delbrück

Die katholischen Pfarreien in Delbrück gehören alle zum Erzbistum Paderborn. Mit der neuen Struktur des Erzbistums, die am 1. Juli 2006 in Kraft trat, sind die zehn Delbrücker Gemeinden in drei Pastoralverbunde im Dekanat Büren-Delbrück aufgeteilt.
Bereits 1575 war im Visitationsbericht der katholischen Pfarrkirche zu lesen, dass in Delbrück die ersten Protestanten lebten. Doch erst infolge des Zweiten Weltkrieges und der Flüchtlings- und Vertriebenenströme aus dem Osten Deutschlands stieg die Zahl der Evangelischen in Delbrück und den umliegenden Ortschaften auf über 1500 an. Am 18. Dezember 1949, dem 3. Advent, konnte die mit Hilfe des Lutherischen Weltbundes gebaute Segenskirche am Laumeskamp eingeweiht werden. Die Kirchengemeinde wurde mit dem 1. Januar 1951 von ihrer Paderborner Muttergemeinde unabhängig. Aus Gründen der Infrastruktur wurde der Mittelpunkt der Gemeinde zwischen 1965 und 1973 an den Driftweg verlegt, wo 1973 die neue Segenskirche mit angebautem Gemeindezentrum eingeweiht wurde. Heute zählt die evangelisch-lutherische Kirchengemeinde Delbrück ungefähr 3750 Gemeindemitglieder und gehört innerhalb der Evangelischen Kirche von Westfalen dem Kirchenkreis Paderborn an.
Seit den 1970er Jahren leben die ersten Aramäer in Delbrück. Anfangs wurde in den Räumen der Volksschule Nordhagen gebetet. 1989 konnten eigene syrisch-orthodoxe Gemeinden in Delbrück und Paderborn gegründet werden. Nach nur zweijähriger Bauzeit wurde 1993 die neu erbaute syrisch-orthodoxe Kirche Mor Malke in Delbrück eingeweiht.
Als Indiz für die Verteilung der Konfessionen in Delbrück können die Schülerzahlen an allgemeinbildenden Schulen in Delbrück gelten. Hiernach rechnen sich 70,0 % der katholischen und 14,0 % der evangelischen Konfession zu. 2,5 % der Schüler sind Moslems. 9,2 % rechnen sich einer anderen und 4,4 % keiner Konfession zu.

### Eingemeindungen
Am 1. August 1964 wurde die bis dahin selbständige Gemeinde Dorfbauerschaft eingegliedert. Am 1. Januar 1975 wurden nach § 23 des Sauerland/Paderborn-Gesetzes die Gemeinden Delbrück, Hagen, Ostenland, Westenholz und Westerloh des Amtes Delbrück sowie die Gemeinden Anreppen, Bentfeld und Boke des Amtes Salzkotten-Boke (Kreis Büren) zur neuen Stadt Delbrück zusammengeschlossen.

### Einwohnerentwicklung
| Jahr   | Einwohner |
| ------ | --------- |
| 1975   | 19.735    |
| 1980   | 21.416    |
| 1985   | 22.583    |
| 1987 ¹ | 22.645    |
| 1990   | 24.247    |
| 1995   | 27.700    |
| 2000   | 29.212    |
| 2001   | 29.429    |
| 2002   | 29.846    |
| 2003   | 29.851    |

| Jahr | Einwohner |
| ---- | --------- |
| 2004 | 29.952    |
| 2005 | 30.050    |
| 2010 | 30.047    |
| 2011 | 30.014    |
| 2012 | 30.090    |
| 2012 | 30.542    |
| 2013 | 30.279    |
| 2014 | 30.709    |
| 2017 | 33.129    |
| 2022 | 32.774    |

¹ Volkszählungsergebnis

## Politik

### Stadtrat
Der Rat der Stadt hat gegenwärtig 38 Mitglieder. Hinzu kommt der Bürgermeister als Ratsvorsitzender. Die folgende Tabelle zeigt die Kommunalwahlergebnisse seit 1975:
| [ 15 ] [ 16 ]   | 2020  | 2020  | 2014  | 2014  | 2009  | 2009  | 2004  | 2004  | 1999  | 1999  | 1994  | 1994  | 1989  | 1989  | 1984  | 1984  | 1979  | 1979  | 1975  | 1975  |
| Partei          | Sitze | %     | Sitze | %     | Sitze | %     | Sitze | %     | Sitze | %     | Sitze | %     | Sitze | %     | Sitze | %     | Sitze | %     | Sitze | %     |
| --------------- | ----- | ----- | ----- | ----- | ----- | ----- | ----- | ----- | ----- | ----- | ----- | ----- | ----- | ----- | ----- | ----- | ----- | ----- | ----- | ----- |
| CDU             | 23    | 60,13 | 24    | 62,59 | 22    | 59,48 | 27    | 71,35 | 28    | 73,75 | 26    | 64,44 | 25    | 63,60 | 30    | 71,81 | 28    | 71,37 | 34    | 84,11 |
| SPD             | 03    | 08,44 | 05    | 13,77 | 05    | 11,99 | 05    | 14,52 | 06    | 16,19 | 11    | 28,72 | 11    | 27,28 | 09    | 23,54 | 11    | 26,61 | 05    | 14,82 |
| FDP             | 02    | 06,22 | 05    | 13,49 | 07    | 17,79 | 03    | 07,50 | 02    | 04,93 | 02    | 06,84 | 03    | 08,80 | 0     | 03,01 | 0     | 02,02 | 0     | 01,07 |
| GRÜNE           | 04    | 09,64 | 04    | 10,15 | 0–    | –     | 0–    | 0–    | 0–    | 0–    | –     | –     | 0–    | 0–    | 0–    | 0–    | –     | –     | –     | –     |
| Linke           | 01    | 02,31 | –     | –     | 0–    | –     | 0–    | 0–    | 0–    | 0–    | –     | –     | 0–    | 0–    | 0–    | 0–    | –     | –     | –     | –     |
| PID 1           | 04    | 10,79 | –     | –     | 0–    | –     | 0–    | 0–    | 0–    | 0–    | –     | –     | 0–    | 0–    | 0–    | 0–    | –     | –     | –     | –     |
| SGD 2           | 01    | 02,46 | 0–    | 0–    | 0–    | –     | –     | 0–    | 0–    | 0–    | 0–    | –     | –     | –     | –     |       |       |       |       |       |
| GABI 3          | –     | –     | –     | –     | 04    | 10,75 | 03    | 06,63 | 02    | 05,13 | –     | –     | 0–    | 0–    | 0–    | 0–    | –     | –     | –     | –     |
| DM              | –     | –     | –     | –     | –     | –     | –     | –     | –     | –     | –     | –     | 0–    | 0–    | 0     | 01,64 | –     | –     | –     | –     |
| Einzelbewerber  | –     | –     | –     | –     | –     | –     | –     | –     | –     | –     | –     | –     | 0     | 00,32 | –     | –     | –     | –     | –     | –     |
| Gesamt 4        | 38    | 100   | 38    | 100   | 38    | 100   | 38    | 100   | 38    | 100   | 39    | 100   | 39    | 100   | 39    | 100   | 39    | 100   | 39    | 100   |
| Wahlbeteiligung | 54,63 | 54,63 | 52,75 | 52,75 | 59,42 | 59,42 | 58,58 | 58,58 | 56,87 | 56,87 | 82,47 | 82,47 | 65,04 | 65,04 | 69,13 | 69,13 | 74,60 | 74,60 | 90,00 | 90,00 |

### Bürgermeister
Bürgermeister von Delbrück ist Werner Peitz (parteilos), der sich bei der Kommunalwahl am 30. August 2009 mit 47,87 % gegen drei Mitbewerber durchsetzte. Am 25. Mai 2014 wurde er ohne Gegenkandidaten mit 89,5 % und erneut 2020 mit dann 85,88 % wiedergewählt.
Zuvor war Robert Oelsmeier (CDU) Bürgermeister, der die Wahl 2004 gegen den Kandidaten Haase (SPD) mit 82,89 % der Stimmen gewann. Er war mit 76,6 % der gültigen Stimmen auch schon Gewinner der Wahl am 12. September 1999.

### Wappen, Siegel, Flagge und Banner
| Banner, Wappen und Hissflagge |  |
|                               |  |
|                               |  |

Das heutige Wappen wurde durch den Regierungspräsidenten Detmold am 16. August 1977 genehmigt.
Wappenbeschreibung
Silberner Schild im Göpelschnitt geteilt. Im Feld 1 ein blattloser Dornstrauch mit zehn roten Früchten, in Feld 2 ein schwarzer steigender Bracke mit roter Zunge, in Feld 3 ein schwarzes Kreuz.
Bedeutung
Das Wappen setzt sich aus Elementen des Wappens der bisherigen Stadt Delbrück (Dornstrauch), der früheren Gemeinde Boke (Bracke) und des bisherigen Amtes Delbrück (Kreuz) zusammen. Die Früchte am Dornstrauch sollen die zehn Stadtteile der Stadt nach der kommunalen Neugliederung versinnbildlichen.
Die bisherige Stadt Delbrück hatte 1939 das oben genannte Dornstrauchwappen erhalten, das in Gold einen schwarzen Dornstrauch mit acht roten Früchten zeigte. Dieser steht für die alte Gerichtsstätte „vor dem Hagedorn“.
Zuvor hatte die bisherige Stadt Delbrück als Wappen in Gold ein durchgehendes schwarzes Kreuz. Das Kreuz ist gleichzeitig das alte Symbol für Delbrück, aber auch für das Hochstift Paderborn.

Wappen der Stadt Delbrück bis 1939
Wappen der Stadt Delbrück von 1939 bis 1974
Wappen der Gemeinde Boke
Wappen des Amtes Delbrück

Siegel
Die Stadt Delbrück führt Dienstsiegel mit dem Stadtwappen und der Umschrift „Stadt Delbrück“.
Flagge und Banner
Die Stadt Delbrück führt neben dem Wappen auch eine Flagge und ein Banner. Die Flagge ist in fünf gleich breite Streifen geteilt. Die Farben sind rot/weiß/rot/weiß/rot mit dem Wappen der Stadt in der Mitte.
Das Banner ist ebenfalls in fünf gleich breite Streifen geteilt. Die Farben sind rot/weiß/rot/weiß/rot mit dem Wappen der Stadt zur Stange verschoben.

### Städtepartnerschaften
1986 feierte die Pfarrgemeinde St. Landelinus in Boke das 1150-jährige Jubiläum der Reliquienübertragung aus dem nordfranzösischen Kloster Crespin zurück. Ein Heimatforscher fand heraus, dass es dort ebenfalls eine Kirche mit dem Patronat St. Landelinus gibt. Erste Bemühungen um eine Partnerschaft waren jedoch erfolglos. Drei Jahre später gelang es, mit der Gemeinde Kontakte zu knüpfen und die ersten Besuche fanden statt. Am 3. Juni 1990 wurde eine offizielle Partnerschaft mit dem nordfranzösischen Dorf Quérénaing bekundet. Außerdem wird eine Städtefreundschaft mit der Stadt Zossen geführt.
Aus einem Schüleraustausch der Johann-Sporck-Realschule Delbrück und dem College Paul Eluard in Roncq hat sich eine Partnerschaft zwischen den beiden Städten entwickelt. 1991 wurde eine entsprechende Partnerschaftsurkunde unterzeichnet.
Der Stadtteil Westenholz hat seit 1996 eine Partnerschaft mit Budakeszi, welches am westlichen Stadtrand der ungarischen Hauptstadt Budapest liegt.

## Kultur und Sehenswürdigkeiten

### Theater
Die Laienspielschar Graf-Sporck-Theater Schöning wurde im Jahr 2000 gegründet, um das Theaterspielen im Ortsteil Schöning wieder aufleben zu lassen. In der dortigen Mehrzweckhalle finden die Aufführungen statt. In den Ortsteilen Westenholz und Ostenland gibt es ebenfalls eine Laienspielschar.

### Museen
Im Heimathaus am Kirchplatz unterhält der örtliche Heimatverein in zwei Räumen eine Ausstellung, in der unter anderem alte Fahnen gezeigt werden. Das Heimathaus öffnet nach Anmeldung und zu größeren Veranstaltungen in Delbrück. Zwei weitere Ausstellungsräume werden vom Schützenverein St. Johannes Baptist und dem Karnevalsverein Eintracht Delbrück von 1832 betreut.

### Musik
Im Stadtbereich gibt es zahlreiche Blaskapellen und Spielmannszüge, die unter anderem auch in einem Stadtmusikerverband zusammengeschlossen sind. Die Blaskapellen in der Stadt Delbrück: Stadtkapelle Delbrück e. V. gegr. 1887, Musikjugend der Stadtkapelle Delbrück gegr. 1983, Musikverein „Cäcilia“ Ostenland e. V. gegr. 1924, Blaskapelle Schöning, Musikfreunde Westenholz, Musikverein Harmonie Boke, Musikverein Bentfeld, Musikzug der Freiwilligen Feuerwehr Lippling gegr. 1910, Musikverein Emslandjäger Steinhorst Schützenmusikzug Sudhagen. Die Spielmannszüge: Tambourcorps Ostenland, Tambourcorps Delbrück, Frei Weg Delbrück, Tambourcorps Boke. Weitere Musikgruppen im Stadtmusikerverband: Harmonika Folklore Gruppe Delbrück und die Westfälischen Knopfmusikanten.
Weitere Gruppierungen sind die Chöre. Die Kirchenchöre in den verschiedenen Orten geben den Gottesdiensten einen schöneren Rahmen. Der Chor „Haste Töne“ bietet noch mehr. Über 60 Sängerinnen und Sänger im Alter von 18 bis 58 Jahren singen geistliche und weltliche Musik auf Konzerten auch außerhalb des Stadtgebietes.

### Bauwerke

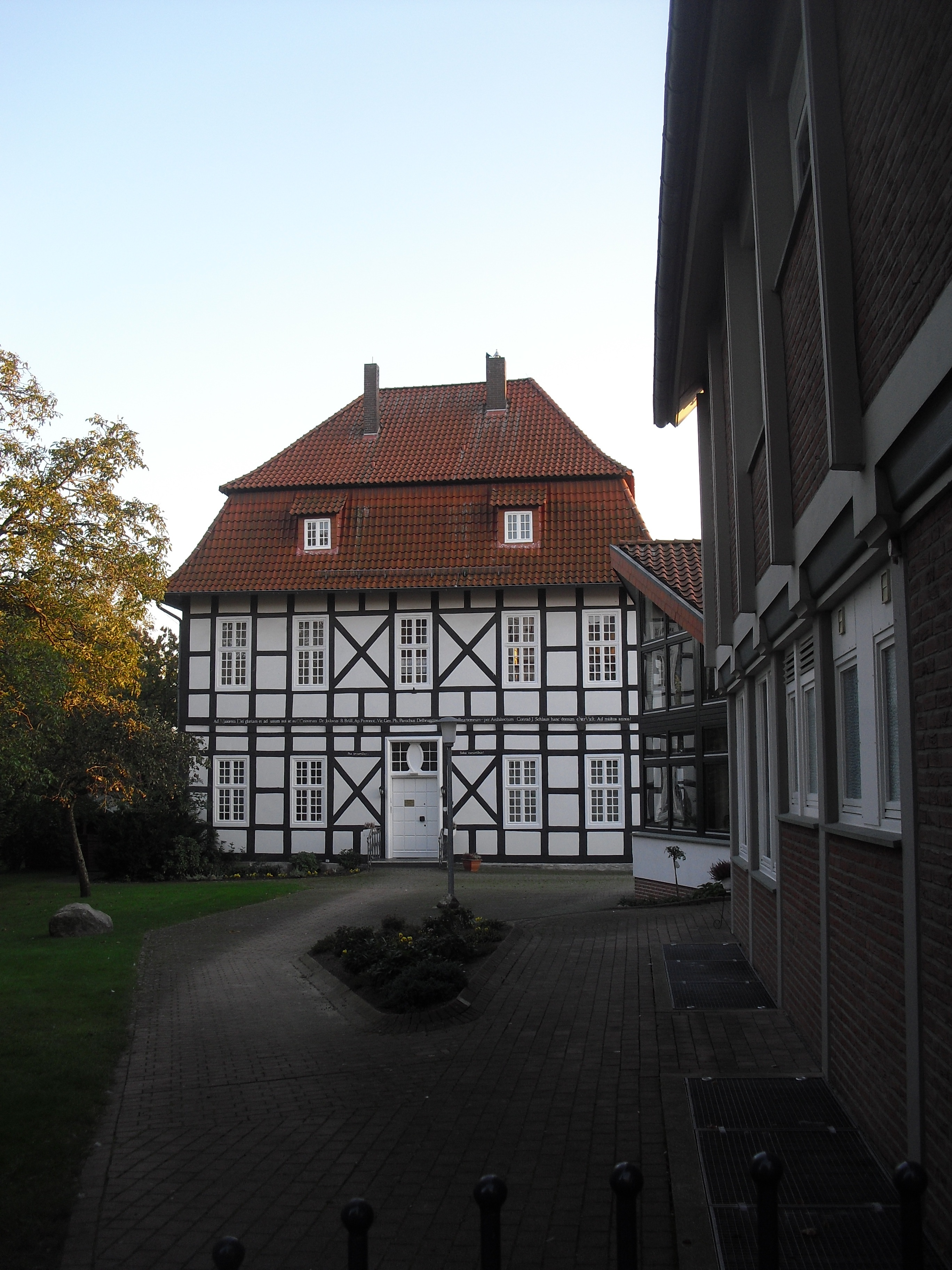
Pfarrhaus von Johann Conrad Schlaun

Wahrzeichen der Stadt ist der schiefe Kirchturm der katholischen Pfarrkirche St. Johannes Baptist. Der Turm besteht aus Holz und dieses hat sich mit den Jahren witterungsbedingt gebogen. Das heutige Mittelschiff und der Turm wurden als zweijochige eingewölbte romanische Basilika (Stützenwechsel mit Doppelsäulchen) mit gerade geschlossenem Chor und eingezogenem Turm um 1180 erbaut. Als Wehrkirche in der alten Kirchenburg hatte sie nur eine Tür auf der Südseite. Um 1340 wurde das südliche Schiff durch ein gotisches Schiff mit gleicher Höhe wie das Mittelschiff ersetzt. Zugleich wurde ein gotischer Chor angebaut, so dass der romanische Chor zum dritten Joch wurde. 1864 bis 1868 wurde auch das nördliche Schiff durch ein neugotisches ersetzt. Zugleich bekam das Südschiff das westliche Joch hinzu. Damit steht der Turm nun im Baukörper der jetzigen Hallenkirche. Der hohe schiefe Turmhelm wurde um 1400 erbaut und ergab eine Gesamthöhe von 65 m. Die Schieflage hat sich in den letzten Jahrzehnten noch verstärkt. 1972 wurden im nördlichen Schiff einige Kirchenfenster erneuert. Die Kirche wurde 2008 äußerlich renoviert und 2009 wird eine grundlegende Innenrenovierung folgen.
Ähnlich wie Halle (Westf.) und Gütersloh verfügt der Ort über eine nahezu geschlossen erhaltene Kirchringbebauung mit Fachwerkbauten des 17. bis 19. Jahrhunderts. Das außerhalb des Kirchringes gelegene Pfarrhaus, ein Fachwerkbau mit Mansarddach, wurde 1716 nach Plänen von Johann Conrad Schlaun errichtet. Ursprünglich als Putzbau konzipiert, der eine Massivbauweise vortäuschen sollte, wurde das Fachwerk bei der Erneuerung von 1935 fälschlicherweise freigelegt.
Die katholische Pfarrkirche St. Landolinus in Boke ist eine romanische Gewölbebasilika, die wohl aus dem 12. Jahrhundert stammt. In einem Schrein aus dem Jahre 1896 in der Boker Pfarrkirche Sankt Landelinus ruhen die Reliquien des Heiligen, nach dem die Kirche benannt ist.
Der Boker-Heide-Kanal wurde 1853 als Bewässerungs- und Meliorationskanal in Betrieb genommen. Er verläuft über 32 km von Schloss Neuhaus bis westlich von Lippstadt. In seinem Verlauf finden sich 16 Wehre, eine Sohlabsturz und drei Wasserüberführungen. Seine ursprüngliche Bedeutung hat der Kanal heute verloren; er gilt jedoch als bedeutendes technisches Kulturdenkmal in Westfalen.
Das Schloss Boke wurde 1354 durch Bernd von Hörde erbaut. 1646 wurde es zerstört, 1658 jedoch wieder aufgebaut. Um 1800 wurde die mittlerweile baufällige Anlage abgerissen. 1818 erfolgte auch der Abbruch der Burgkapelle. Heute sind lediglich Teile der Befestigungsanlagen zu sehen.
Die Hünenburg bei Boke war eine Wallanlage von 65 m mal 90 m. Das viereckige Kernwerk mit abgerundeten Ecken der zum Teil schon im 19. Jahrhundert abgetragenen Anlage wurde 1867 erstmals vermessen. Das Tor im Westen wurde durch eine Warte und einen Vorwall gesichert. Man vermutet, dass es sich um eine frühmittelalterliche Fliehburg aus der sächsisch-fränkischen Zeit handelt.

### Parks
Der Tierpark Nadermann im Delbrücker Ortsteil Schöning ist der einzige seiner Art in der näheren Umgebung.

### Schutzgebiete für die Natur

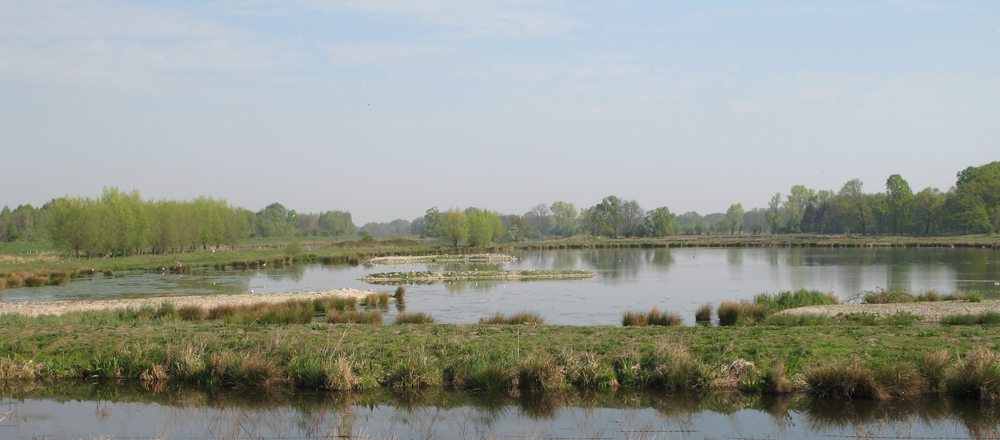
Steinhorster Becken bei Delbrück

Die folgenden Naturschutzgebiete liegen vollständig oder zum Teil in Delbrück:
- Boker Heide
- Erdgarten-Lauerwiesen
- Gunnewiesen
- Hederau mit Thüler Moorkomplex (Erweiterung)
- Hünenburg-Boke
- Lippeniederung
- Rietberger Emsniederung
- Rixel
- Scheelenteich
- Steinhorster Becken

Große Teile des Stadtgebietes wurden als Landschaftsschutzgebiet (LSG) ausgewiesen. Zu den LSG gehört das Landschaftsschutzgebiet Delbrücker Schweiz, Landschaftsschutzgebiet Rodehut, Landschaftsschutzgebiet Delbrücker Rücken, Landschaftsschutzgebiet Ems, Furlbach, Landschaftsschutzgebiet Haustenbach, Landschaftsschutzgebiet Sporkhof, Landschaftsschutzgebiet Moese und Teile vom Landschaftsschutzgebiet Büren.

### Sport
31 Sportvereine haben sich zum Stadtsportverband zusammengeschlossen. Die Ziele sind den Sport zu fördern und die dafür erforderlichen Maßnahmen zu koordinieren. Der Verband vertritt mehr als 12.100 Mitglieder.
Die erfolgreichsten Sportvereine der Stadt sind der Delbrücker SC und die DJK Graf Sporck Delbrück. Die Fußballabteilung des DSC spielt seit der Saison 2009/2010 in der Westfalenliga (sechstklassig), die Volleyballabteilung der DJK in der zweiten Bundesliga.
Seine Heimspiele trägt der DSC im „Adolf-Mückenhaupt-Stadion“ am Laumeskamp aus, das mit einem Rasenplatz und einer überdachten Sitzplatztribüne ausgebaut ist. Bei Flutlichtspielen muss allerdings auf den benachbarten Kunstrasenplatz ausgewichen werden.
Die DJK Graf Sporck Delbrück ist mit rund 1700 Mitgliedern der größte ortsansässige Sportverein.
Im Januar 2006 konnten vier Nordic-Walking-Strecken von 4,1 bis 11,4 Kilometern in Delbrück eröffnet werden. Sie verlaufen entlang des Boker Kanals.
2011 wurde Delbrück als Siegerstadt des bundesweiten Städtewettbewerbs Mission Olympic zur Förderung des Breitensports vom Deutschen Olympischen Sportbund ausgezeichnet.

### Regelmäßige Veranstaltungen

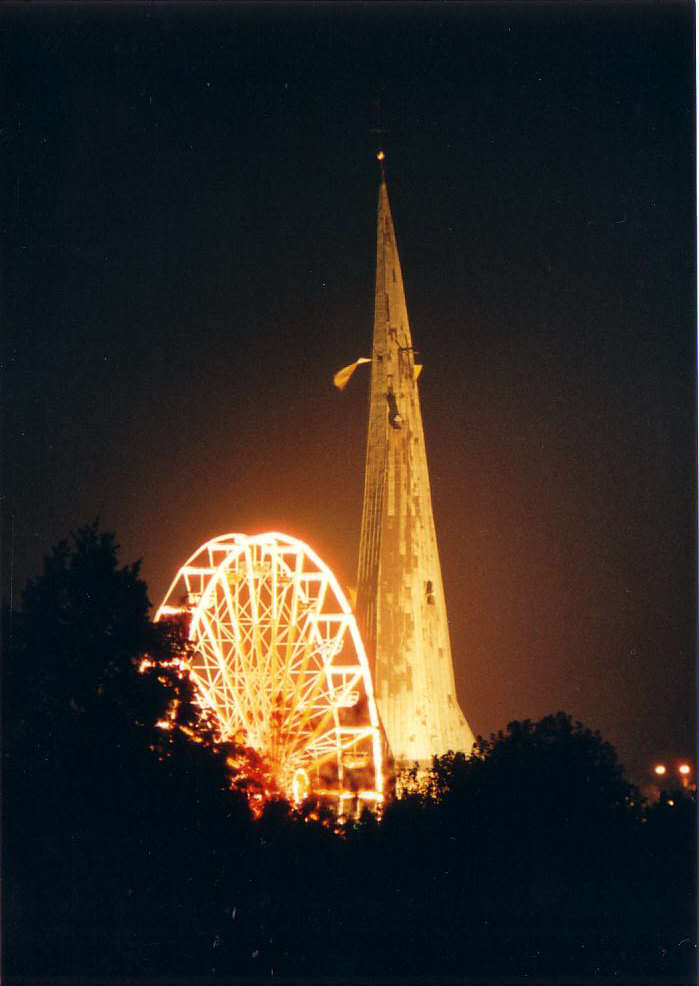
Das Riesenrad auf dem Katharinenmarkt vor dem schiefen Kirchturm

Die Kreuzverehrung und die Kreuztracht am Karfreitag sind seit 1671, dem Jahr der Auffindung des Kreuzpartikels, ein wesentlicher Punkt des religiösen Lebens in der Pfarrgemeinde St. Johannes Baptist. Den Kreuzpartikel hat Philipp von Hörde 1496 in den noch vorhandenen Korpus gegeben.
Jährlich am dritten Septemberwochenende findet der Katharinenmarkt statt. Dort gibt es über vier Tage (Freitag bis Montag) einen großen Bauernmarkt, Veranstaltungen im Festzelt und eine Kirmes, außerdem stellen sich Betriebe auf einer Wirtschaftsschau vor.
Der Delbrücker Karnevalsverein „Eintracht v. 1832“ ist der älteste in Westfalen. Delbrück gilt neben Rietberg als die Karnevalshochburg Ostwestfalens. Am Morgen des Rosenmontags findet das traditionelle Kranzreiten statt. Darüber hinaus werden ein Kinderumzug und der große Rosenmontagszug veranstaltet. Der Delbrücker Rosenmontagsumzug gehört zu den längsten in der Region.

## Wirtschaft und Infrastruktur

### Verkehr
Delbrück ist über die B 64 an das überregionale Straßennetz angebunden. Im Westen ist die Anschlussstelle Rheda-Wiedenbrück der A 2 etwa 25 km, im Osten die Anschlussstelle Paderborn-Schloss Neuhaus der A 33 20 Kilometer entfernt.
Die Stadt liegt im Verkehrsgebiet des Westfalentarifs. Regionalbusse fahren im Taktverkehr nach Paderborn.
Die Stadt hat keine eigene Bahnanbindung mehr. Die nächstgelegenen Bahnhöfe sind in Paderborn, Rheda-Wiedenbrück und Lippstadt. Von 1902 bis 1958 hatte Delbrück Schienenverkehr mit dem Senneblitz auf der Bahnstrecke Wiedenbrück–Sennelager. Ende der 1990er Jahre endete hier auch der Güterverkehr und die Gleise wurden zurückgebaut.
Delbrück liegt am Emsradweg, der auf einer Länge von 375 km an der Ems entlang von Hövelhof nach Emden führt und an der gut 500 km langen Wellness-Radroute, die als Radrundweg ausgeführt ist.
Die „Landesgartenschau-Route“ führt vom Seepark in Lünen (LGS 1996) über den Maximilianpark in Hamm (LGS 1984), den Vier-Jahreszeiten-Park in Oelde, die Flora Westfalica in Rheda-Wiedenbrück (LGS 1988) sowie via Rietberg (LGS 2008) zum Paderborner Schloss- und Auenpark (LGS 1994). Auf dem letzten Teilstück durchquert die Route Delbrück.
Der Luftverkehr findet nächstliegend am Flughafen Paderborn/Lippstadt statt. Er liegt auf dem Gebiet der Stadt Büren.

### Medien
In Delbrück sind zwei Tageszeitungen vertreten. Als Tageszeitungen erscheinen im Wettbewerb zueinander täglich montags bis samstags eine Lokalausgabe des Westfalen-Blattes aus Bielefeld, das in Delbrück unter dem Titel Westfälisches Volksblatt erscheint, eine eigene Lokalredaktion vor Ort unterhält und mit 80 Prozent Marktanteil Marktführer ist und die Neue Westfälische aus Bielefeld mit Regionalteil. Beide Zeitungen beziehen ihren Mantelteil von ihren jeweiligen Mantelredaktionen aus Bielefeld. Zudem erscheint vierteljährlich im Hochstift Paderborn die Zeitschrift Die Warte für die Kreise Paderborn und Höxter, mit Beiträgen zur Regionalgeschichte, Literatur und Kunst. Alle 14 Tage erscheint zudem das Stadtmagazin Delbrücker Stadtpost, die seit der Aufgabe durch das Westfalen-Blatt 2023 der Landtagsabgeordnete Bernhard Hoppe-Biermeyer und die Druckerei Lindhauer gemeinsam herausgeben. Im 14-tägigen Wechsel mit der Delbrücker Stadtpost erschien bis Dezember 2019 der Delbrücker Stadtanzeiger. Diese wurde aber aus wirtschaftlichen Gründen eingestellt. Über die Verlagsgesellschaft, die JRB Medien UG aus Reitberg, ist im April 2020 ein Insolvenzverfahren eröffnet wurden.
Das wöchentlich erscheinende Wochenblatt Neue Regionale hat sich im Zuge der Corona-Pandemie im April 2020 aus Delbrück zurückgezogen, um Kosten zu senken. Allerdings informierte das zum Verlag gehörende Nachrichtenportal NRplus bis zu seiner Einstellung im Jahr 2021 über aktuelle Geschehnisse in der Stadt.
Ferner gehört Delbrück zum Berichtsgebiet des Regionalstudios Bielefeld des WDR und von Radio Hochstift, das es in der Berichterstattung als Lokalradio mit abdeckt.

### Öffentliche Einrichtungen
Die Stadt ist Sitz des für Delbrück und Hövelhof zuständigen Amtsgerichts.
Die Stadthalle Delbrück bietet Platz für über 1000 Besucher.
Das städtische Hallenbad hat ein 25-Meter-Becken, aufgeteilt in Schwimmer- und Nichtschwimmerbereich. Weiterhin gibt es ein separates Babybecken sowie ein Ein- und ein Dreimeterbrett. Darüber hinaus sind Solarien und ein Bistro eingerichtet.
Seit 1967 gibt es in Delbrück ein eigenes Wasserwerk, welches das Rohwasser aus neun eigenen Brunnen aufbereitet und in das Versorgungsnetz speist. Über eine separate Leitung wird auch Wasser an die Wasserwerke Paderborn abgegeben. Für die Abwasserbeseitigung ist ein eigener Betrieb gegründet worden. In der letzten Ausbaustufe wurde das Klärwerk von 27.000 EW auf 48.000 EW erweitert. Die Kanäle in Delbrück haben eine Gesamtlänge von etwa 200 km. 38 Pumpstationen fördern die Abwässer über 46 km Druckleitung zum Klärwerk.

### Bildung

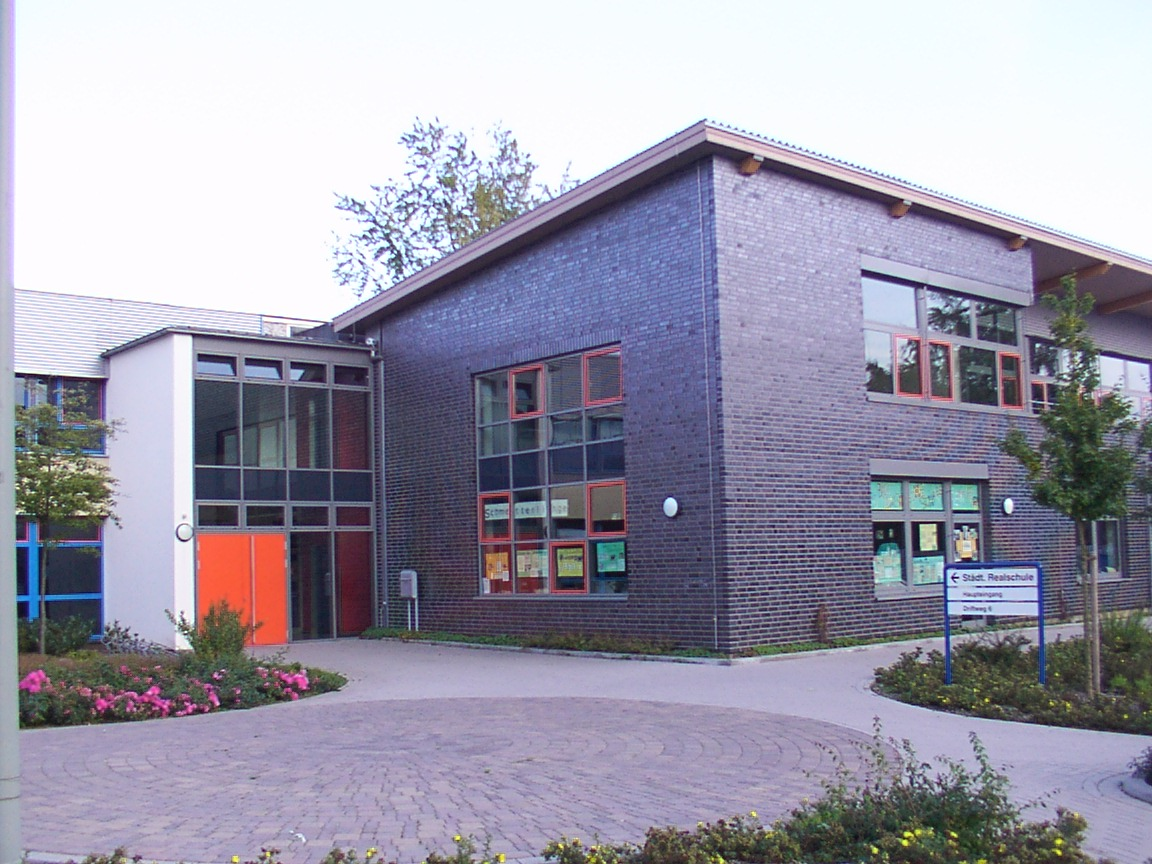
Haupteingang der städtischen Gesamtschule in Delbrück

Die Stadt bietet sieben Grundschulen, ein Gymnasium und eine Gesamtschule an. Hinzu kommen Abendkurse in einer Volkshochschule. In sechs der zehn Ortsteile unterhalten die jeweiligen katholischen Pfarrgemeinden eine öffentliche Bücherei. Die übrigen Ortsteile werden über einen eigenen Bücherbus mit Lesestoff versorgt.

### Ansässige Unternehmen
Delbrück ist Unternehmenssitz des 2007 gegründeten Automobilherstellers Artega, einem ehemaligen Tochterunternehmen der Paragon AG. Der Delbrücker Hersteller von Batteriesystemen, Voltabox AG, wurde ebenfalls aus der Paragon AG ausgegründet.
Mittelständische Unternehmen finden sich in den Branchen Metallverarbeitung, Verpackungsindustrie und Möbel. Bekannt sind die Bette GmbH & CO KG (Waschtische, Bade- und Duschwannen), Newalu GmbH (Aluminiumbearbeitung), diverse Möbelhersteller (Wohnraum-Thielemeyer, BB-Möbel Brökelmann, Voss Möbel), Smurfit Kappa GmbH (Verpackungen aus Wellpappe), Josef Schulte Kartonagen, GHD Hartmann Maschinenbau, die Bonke Metalltechnik GmbH und Hanna Feinkost AG. Die Direktvertriebskette Bofrost hat eine Niederlassung in Delbrück. Regionale Geldinstitute sind die Sparkasse Paderborn-Detmold-Höxter und die Volksbank Delbrück-Rietberg.
Landwirtschaft ist ein bedeutender Wirtschaftsfaktor mit ca. 500 Betrieben im Stadtgebiet. Ein Schwerpunkt ist die Geflügelzucht.

## Telefonvorwahlen
Die Vorwahl von Delbrück ist 05250. Westenholz gehört zum Ortsnetz Westholte (Vorwahl 02944). Steinhorst gehört zum Ortsnetz Espeln (Vorwahl 05294). Der Westen von Schöning hat die Vorwahl 05244 und der Norden von Ostenland die Vorwahl 05257.

## Persönlichkeiten

### Söhne und Töchter der Stadt
- Heinrich Pohlmeier (1922–2014), Politiker
- Walter Sölter (1930–1988), Kunst- und Bauhistoriker, Archäologe und Museumsdirektor
- Reinhard Kösters (1931–2018), römisch-katholischer Priester und Theologe
- Hans-Dieter Jüde (* 1940), Zahnarzt und Hochschullehrer, Hochschullehrer in Hamburg und Würzburg
- Fritz-Wilhelm Pahl (1941–2025), Unternehmer
- Jürgen Willebrand (* 1941), Ozeanograph
- Ruth Rustemeyer (* 1949), Psychologin
- Hubert Jänsch (* 1951), Deutscher Kunstflugmeister und Vize-Weltmeister in dieser Disziplin
- Jürgen Brautmeier (* 1954), Historiker und Publizist
- Veronika Radulovic (* 1954), Künstlerin
- Helmut Schröder (* 1958), Fußballspieler
- Harry Nutt (* 1959), Publizist und Journalist
- Peter Menne (* 1962), Illustrator und Karikaturist
- Wilfried Neuschäfer (* 1970), Fußballspieler
- Martin Amedick (* 1982), Fußballspieler

### Personen mit Bezug zur Stadt
- Philipp von Hoerde (1485–1510), Dompropst und Landdrost
- Johann von Sporck (1600–1679), General der Kavallerie
- Albert Florath (1888–1957), Schauspieler
- Franz Kluthe (1889–1957), Bürgermeister von 1918 bis 1946, Landrat und Oberkreisdirektor des Kreises Wiedenbrück
- Josef Picker (1895–1984), Bildhauer
- Anil Singhal (1943–2017), Mediziner
- Dennis Eilhoff (* 1982), Fußballspieler
- Miriam Hils (* 2004), Fußballspielerin